# Histoire de fantômes chinois 2
Série
Histoire de fantômes chinois
(1987) Histoire de fantômes chinois 3
(1991)
Pour plus de détails, voir Fiche technique et Distribution.
Histoire de fantômes chinois 2 (倩女幽魂Ⅱ人間道, Sien nui yau wan II yan gaan do) est un film hongkongais réalisé par Ching Siu-tung et produit par Tsui Hark, sorti en 1990 ; suite de Histoire de fantômes chinois, qui sera elle-même suivie de Histoire de fantômes chinois 3.

## Synopsis
Ning Tsai-shen fait la connaissance de Zhi-tsao. Ils rencontrent des brigands près d'un temple et se joignent à eux pour délivrer le seigneur Fu, leur maître, d'un démon.

## Fiche technique
- Titre français : Histoire de fantômes chinois 2
- Titre original : 倩女幽魂Ⅱ人間道 (Sinnui yau wan II yan gaan do)
- Réalisation : Ching Siu-tung
- Scénario : Kan Keito, Lam Kei-to et Lau Tai-muk
- Production : Tsui Hark
- Montage : Marco Mak
- Photographie : Arthur Wong
- Société de production : Film Workshop
- Pays d'origine : Hong Kong
- Langues : Cantonais et mandarin
- Genre : Comédie romantique, Film d'action, Film de fantasy, Film d'horreur
- Durée : 104 minutes
- Dates de sortie : 
  - Hong Kong : 13 juillet 1990
  - France : 12 août 1992

## Distribution
- Leslie Cheung (VF : Bertrand Liebert) : Ning Tsai-Shen
- Joey Wong (VF : Aurélia Bruno) : Nieh Hsiao-tsing / Brise
- Wu Ma (VF : Joseph Falcucci) : taoiste Yen
- Waise Lee (VF : Luc Bernard) : capitaine Hu
- Michelle Reis (VF : Béatrice Bruno) : Lune
- Jacky Cheung (VF : Gérard Surugue) : Zhi-tsao
- Lau Siu-ming (VF : Jacques Chevalier) : seigneur Fu
- Lau Shun : grand prêtre
- Ku Feng (VF : Albert Augier) : Chu Er-long